# Silnice II/482
Silnice II/482 je silnice II. třídy. Vede z Rybí do Kopřivnice. Je dlouhá 8,6 km. Prochází jedním krajem a jedním okresem.

## Vedení silnice

### Moravskoslezský kraj, okres Nový Jičín
- Rybí (křiž. I/48, III/4821)
- Závišice (křiž. III/4821, III/4822, III/48012)
- Kopřivnice (křiž. II/480)